# Липтовски Јан
Липтовски Јан (слч. Liptovský Ján) насељено је мјесто са административним статусом сеоске општине (слч. obec) у округу Липтовски Микулаш, у Жилинском крају, Словачка Република.

## Становништво
| Година:    | 1994. | 2004.   | 2014.    | 2024.   |
| ---------- | ----- | ------- | -------- | ------- |
| Број људи: | 830   | 819     | 1055     | 1102    |
| Разлика:   |       | -1,32 % | +28,81 % | +4,45 % |

| Година:    | 2023. | 2024.   |
| ---------- | ----- | ------- |
| Број људи: | 1087  | 1102    |
| Разлика:   |       | +1,37 % |

Према подацима о броју становника из 2011. године насеље је имало 976 становника.